# Limba limburgheză
Limba limburgheză (neerlandeză Limburgs, germană Limburgisch, franceză Limbourgeois) este un grup de dialecte francone care face tranziția de la dialectele francone ale germanei la cele ale neerlandezei. Este vorbit în sud-estul Olandei, în nord-estul Belgiei și în regiunea Niederrhein (Renania inferioară) din vestul Germaniei. Are cca 1,6 milioane de vorbitori. În Olanda are statut de limbă regională (provincia Limburg). 
Nu dispune de o formă scrisă standardizată, vorbitorii de limburgheză folosind ca limbi literare neerlandeza sau germana.
1. ↑  Language